# Стъклена жаба пясъчен часовник
Стъклена жаба пясъчен часовник (Dendropsophus ebraccatus) е вид жаба от семейство Дървесници (Hylidae). Видът не е застрашен от изчезване.

## Разпространение
Разпространен е в Белиз, Гватемала, Еквадор, Колумбия, Коста Рика, Мексико, Никарагуа, Панама и Хондурас. в хотела

## Описание
Популацията на вида е стабилна.